# Ludwig Wilhelm Otto Karl von Boyen
Ludwig Wilhelm Otto Karl von Boyen (* 21. Mai 1780 in Osterburg (Altmark); † 25. Oktober 1845 in Bonn) war ein preußischer Generalleutnant und Kommandant der Festung Minden.

## Leben

### Herkunft
Seine Eltern waren der preußische General der Kavallerie Ernst Johann Sigismund von Boyen (1730–1806) und dessen Ehefrau Maria Elisabeth Philipine, geborene von Klitzing (* 17. Februar 1751).

### Militärlaufbahn
Boyen wurde zu Hause unterrichtet und am 1. September 1793 als Gefreitenkorporal im Infanterieregiment „von Raumer“ der Preußischen Armee angestellt. Er nahm 1794/95 am Feldzug in Polen teil und avancierte bis Mai 1798 zum Sekondeleutnant. Von 1803 bis 1804 absolvierte er die Allgemeine Kriegsschule in Berlin und kam im Anschluss daran als Adjutant in den Generalstab. Im Vierten Koalitionskrieg kämpfte Boyen in der Schlacht bei Jena und wurde nach der Kapitulation bei Lübeck inaktiv gestellt.
Nach dem Krieg kam er am 20. Juni 1809 als Stabskapitän in den Generalstab und von dort am 16. Dezember 1811 als Adjutant in die Westpreußische Brigade. Mitte Februar 1812 folgte seine Versetzung zur Oberschlesischen Brigade. Am 6. März 1813 kam Boyen dann in den Generalstab von Generalmajor von Zieten. Während der Befreiungskriege kämpfte er in den Schlachten bei Großgörschen, Dresden, Kulm, Leipzig sowie der Belagerung von Erfurt und den Gefechten bei Haynau und Nollendorf. Bei Großgörschen wurde Boyen verwundet und mit dem Eisernen Kreuz II. Klasse ausgezeichnet. Für Leipzig erhielt er das Kreuz I. Klasse, für Nollendorf den Orden des Heiligen Wladimir sowie am 17. März 1815 den Orden der Heiligen Anna II. Klasse.
Am 31. Mai 1815 wurde Boyen zum Kommandanten der Festung Jülich ernannt und am 11. Juni 1815 unter Belassung in dieser Stellung dem Generalstab aggregiert. Mit Patent vom 13. Oktober 1815 wurde er am 13. Oktober 1815 zum Oberstleutnant befördert. Am 30. März 1820 wurde er Oberst mit Patent vom 8. April 1820. Im Jahr 1825 erhielt er das Dienstkreuz. Am 30. März 1831 wurde er zum Generalmajor befördert und als Kommandeur in die 15. Infanterie-Brigade versetzt. Am 18. August 1837 wurde Boyen zum Kommandanten von Minden ernannt und am 7. April 1842 zum Generalleutnant befördert. Anlässlich seines 50-jährigen Dienstjubiläums zeichnete ihn König Friedrich Wilhelm IV. am 19. August 1843 mit dem Roten Adlerorden II. Klasse mit Eichenlaub aus. Am 8. März 1845 erhielt Boyen seinen Abschied mit einer Pension von 3000 Talern. Er starb kurz darauf am 25. Oktober 1845 in Bonn.
Im Jahr 1829 schrieb sein Kommandierender General von Borstell: „Moralisch, eifrig und pünktlich im Dienst, gute militärische und Wissenschaftliche Kenntnisse. Viel Pflichttreue, empfehlenswert.“

### Familie
Boyen heiratete am 28. Mai 1807 in Berlin Sophie Amalie Karoline von Kottwitz (* 3. Juni 1790; † 7. Juni 1852). Das Paar hatte mehrere Kinder:
- Ernst Julius Ludwig (* 13. Juni 1809; † 31. Juli 1879), Oberstleutnant a. D., Ingenieuroffizier in Neiße
- Tochter ⚭ Moritz Schlönbach, Premierlieutenant a. D. und Polizeikommissar in Bonn